# Ljusdals köping
Denna artikel handlar om den tidigare kommunen Ljusdals köping. För orten se Ljusdal, för dagens kommun, se Ljusdals kommun.
Ljusdals köping var en tidigare kommun i Gävleborgs län. Centralort var Ljusdal och kommunkod 1952-1970 var 2161.

## Administrativ historik
Den 28 juni 1889 inrättades Ljusdals municipalsamhälle inom Ljusdals landskommun. Detta bröts sedan ut ur kommunen för att bilda Ljusdals köping den 1 januari 1914. Den 1 januari 1947 (enligt beslut den 29 mars 1946) överfördes till köpingen från landskommunen ett område med 1 147 invånare och omfattande en areal av 4,69 kvadratkilometer, varav 4,36 km² land.
Köpingen förblev opåverkad av kommunreformen 1952. Den 1 januari 1963 återförenades Ljusdals köping och Ljusdal landskommun, då landskommunen med dess 6 502 invånare inkorporerades i köpingen.
Den 1 januari 1971 blev köpingen, tillsammans med landskommunerna Färila, Järvsö, Los och Ramsjö, en del av den nya Ljusdals kommun.

### Kyrklig tillhörighet
Köpingen hörde i kyrkligt hänseende till Ljusdals församling, som var delad mellan Ljusdals köping och Ljusdals landskommun fram till 1 januari 1963.

## Köpingsvapnet
Blasonering: I svart fält inom en bård av guld ett avslitet bockhuvud av samma tinktur med röd beväring.
Detta vapen antogs av kommunen den 20 november 1958. Vapnet var ej fastställt av Kungl. Maj:t. Se artikeln om Ljusdals kommunvapen för mer information.

## Geografi
Ljusdals köping omfattade den 1 januari 1952 en areal av 6,45 km², varav 5,82 km² land. Efter nymätningar och arealberäkningar färdiga den 1 januari 1961 omfattade köpingen samma datum en areal av 7,01 km², varav 5,84 km² land.

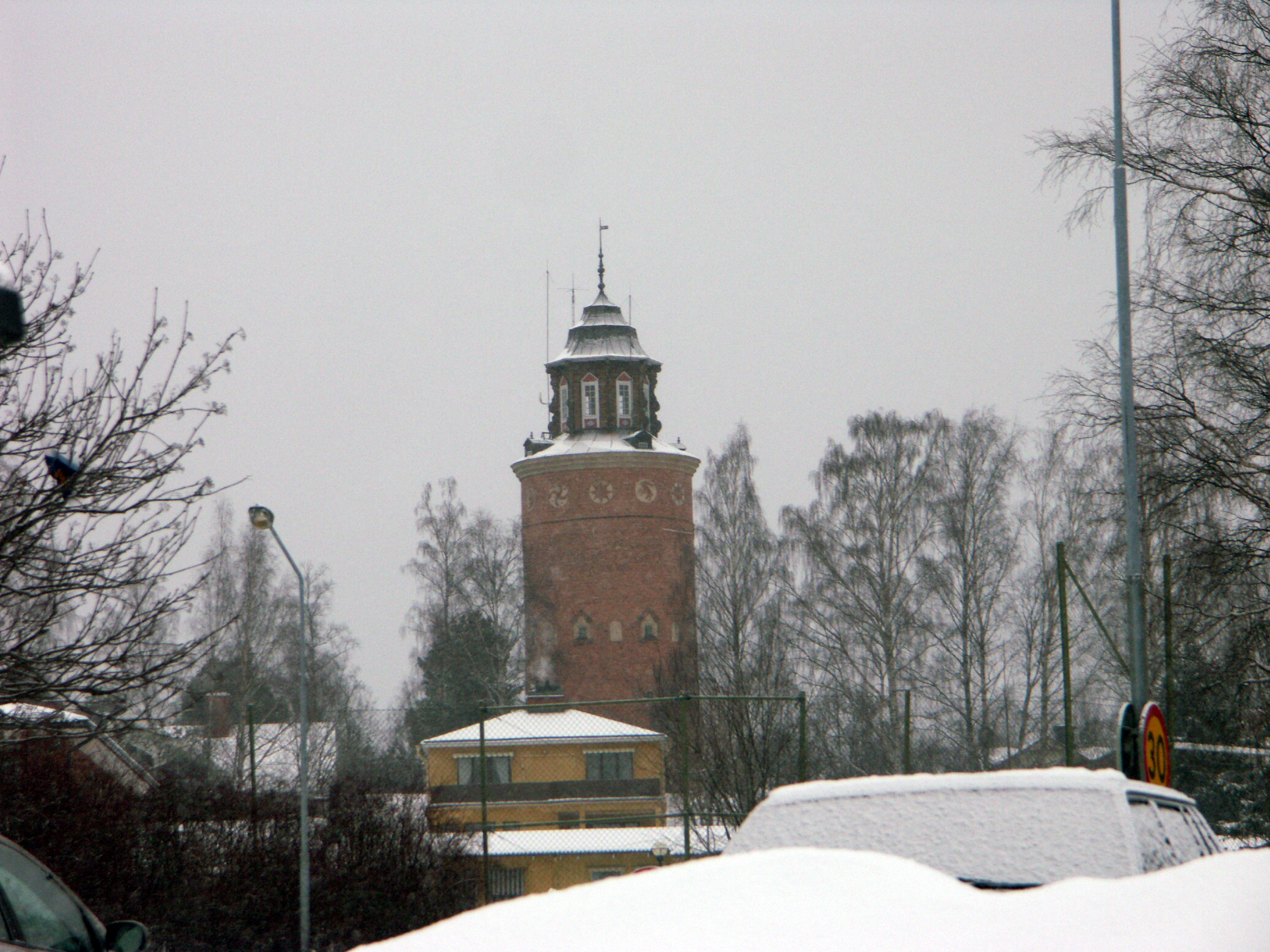
Gamla vattentornet i Ljusdal.

### Tätorter i köpingen 1960
I Ljusdals köping fanns del av tätorten Ljusdala, som hade 4 352 invånare i köpingen den 1 november 1960. Tätortsgraden i köpingen var då 98,4 procent.

## Politik

### Mandatfördelning i valen 1938-1966
| 8 | 1 | 4 | 7 |

| 18 |

| 10 | 4 | 6 |

| 18 |

| 3 | 12 | 4 | 6 |

| 22 |

|  | 13 | 7 | 4 |

| 24 |

| 2 | 12 | 7 | 4 |

| 22 |

| 2 | 11 |  | 6 | 5 |

| 23 |

| 5 | 21 | 5 | 6 | 3 |

| 35 |

| 6 | 17 | 6 | 7 | 4 |

| 35 |

### Fotnoter
1. 1 2   ( PDF) Folkräkningen den 31 december 1950, I, Areal och folkmängd inom särskilda förvaltningsområden m.m., Tätorter. Stockholm: Statistiska centralbyrån. 1952. sid. 105-107. Arkiverad från originalet den 1 oktober 2014. https://www.webcitation.org/6T09ZkyrB?url=http://www.scb.se/Grupp/Hitta_statistik/Historisk_statistik/_Dokument/SOS/Folkrakningen_1950_1.pdf. Läst 16 november 2017 Arkiverad 29 oktober 2013 hämtat från the Wayback Machine.
2. ↑   ( PDF) Folk- och bostadsräkningen den 1 november 1965, I. Folkmängd inom kommuner och församlingar samt kommunblock efter kön, ålder, civilstånd m.m.. Stockholm: Statistiska centralbyrån. 1966. sid. 58 & 223. Arkiverad från originalet den 24 januari 2015. https://www.webcitation.org/6VpIdxjHN?url=http://www.scb.se/Grupp/Hitta_statistik/Historisk_statistik/_Dokument/SOS/Folk_o_bostadsrakningen_1965_1.pdf. Läst 16 november 2017 Arkiverad 24 september 2015 hämtat från the Wayback Machine.
3. ↑  Andersson, Per (1993). Sveriges kommunindelning 1863–1993. Mjölby: Draking. Libris 7766806. ISBN 91-87784-05-X
4. ↑  ”Förteckning (Sveriges församlingar genom tiderna)”. Skatteverket. 1989. http://www.skatteverket.se/privat/folkbokforing/omfolkbokforing/folkbokforingigaridag/sverigesforsamlingargenomtiderna/forteckning.4.18e1b10334ebe8bc80003999.html. Läst 17 december 2013.
5. ↑  ”Svenska Heraldiska Föreningens vapendatabas”. Arkiverad från originalet den 18 oktober 2012. https://web.archive.org/web/20121018011750/http://databas.heraldik.se/index.php. Läst 9 januari 2011.
6. ↑   ( PDF) Folkräkningen den 1 november 1960, I, Folkmängd inom kommuner och församlingar efter kön, ålder, civilstånd m.m.. Stockholm: Statistiska centralbyrån. 1961. sid. 54 & 203. Arkiverad från originalet den 15 juli 2015. https://www.webcitation.org/6a1zkRbkC?url=http://www.scb.se/Grupp/Hitta_statistik/Historisk_statistik/_Dokument/SOS/Folkrakningen_1960_01.pdf. Läst 16 november 2017 Arkiverad 14 oktober 2013 hämtat från the Wayback Machine.
7. ↑   ( PDF) Folkräkningen den 1 november 1960, II, Folkmängd inom tätorter efter kön, ålder och civilstånd.. Stockholm: Statistiska centralbyrån. 1961. sid. 27. Arkiverad från originalet den 29 juni 2015. https://www.webcitation.org/6ZeEB9Ija?url=http://www.scb.se/Grupp/Hitta_statistik/Historisk_statistik/_Dokument/SOS/Folkrakningen_1960_02.pdf. Läst 16 november 2017 Arkiverad 24 september 2015 hämtat från the Wayback Machine.